# Meskhètia
Meskhètia és una regió històrica de Geòrgia situada al sud-oest del país, al sud-est de Chavchètia, est d'Adjaria, i oest de Djavakètia. Rep el seu nom de la tribu dels meskhs, els clàssics moscs. Amb la conquesta otomana la regió es va dir Sa-meskhe (País dels meskhs) de la que va derivar Samtskhé (Samtskhe) amb el que fou conegut tota l'edat moderna. La seva població es va islamitzar i va originar el poble georgiano-musulmà dels meskhets o meskhetis, que foren deportats el 1944 i encara no han pogut retornar en condicions. Els meskhetis moderns estan dividits entre els que es consideren georgians de religió musulmana i els que es consideren turcs musulmans de Geòrgia. A la regió històrica, avui dia sense entitat administrativa en solitari (hi ha la província de Samtskhe-Javakhètia, amb alguns districtes de majoria georgiana i altres de majoria armènia), hi ha més de dos-cents pobles i viles.